# Zazie de Paris
Zazie de Paris, nom de scène de Solange Dymenzstein, née dans les années 1940, est une danseuse, actrice et chanteuse française, réputée en particulier en Allemagne.

## Biographie
Zazie de Paris est née à Montreuil dans les années 1940. À l'âge de 2 ans, elle déménage avec sa famille à Jérusalem où elle est scolarisée dans une école catholique française avec des enfants de diplomates. À 11 ans, elle revient à Paris et suit une formation de ballet à l'Opéra de Paris. Viennent ensuite douze années de pratique en danse classique, notamment avec Maurice Béjart et au Deutsches Schauspielhaus de Hambourg.
À 23 ans, Zazie de Paris choisit un pays au hasard et déménage au Japon, où elle découvre le théâtre kabuki et nô. Elle découvre alors son gout pour les rôles féminins. De retour à Paris en 1968, elle trouve du travail à l'Alcazar, en compagnie de Marie France (Garcia) et Amanda Lear. 
Elle déménage à Berlin, où elle ouvre une boite de nuit. Elle prend le nom de scène Zazie de Paris, clin d'œil artistique à Zsa Zsa Gabor et Zizi Jeanmaire, dont elle avait le même prof de danse. Le club s'attire la notoriété de quelques stars comme David Bowie et de la scène punk. Mais Zazie de Paris s'épuise et quitte au bout d'un an. Elle part en Grèce, à Mykonos, y ouvre une nouvelle boite de nuit, qui fait succès puis tombe en faillite. 
Dans les années 1980, Zazie de Paris travaille au théâtre. Elle est mise en scène par Jérôme Savary, Peter Zadek, et d'autres. Elle joue également au cinéma et sort de l'anonymat avec Deux de Werner Schroeter. En 2010, elle participe à la comédie Kill Me Please et en 2015 au film de Mario Fanfani Les Nuits d'été. 
En 1999, elle sort un album, Zazie de Paris – Warum Madame, warum?
Difficilement choisie dans des rôles sans lien avec sa transidentité, elle est néanmoins engagée en 2013 dans la série policière de la télévision allemande Tatort où elle joue la meilleure amie d'un commissaire de police. Elle atteint une forme de consécration : « Jouer dans Tatort est une récompense pour moi. Si vous êtes fait chevalier par la Reine d'Angleterre, vous êtes une Dame. De ce point de vue, maintenant je suis officiellement Madame. »

## Filmographie
- 1983 : Das Geräusch rascher Erlösung (court-métrage) . Réalisation : Wieland Speck
- 1983 : Die wilden Fünfziger. Réalisation : Peter Zadek
- 1985 : Der goldene Oktober. Réalisation : Knut Hoffmeister
- 1985 : Westler. Réalisation : Wieland Speck
- 1988 : Ballhaus Barmbek. Réalisation : Christel Buschmann
- 1991 : Salmiak Noir. Réalisation : Volker Lüdecke
- 1991 : Madhouse I/II. Réalisation : Knut Hoffmeister
- 1997 : Verspielte Nächte. Réalisation : Angeliki Antoniou
- 1998 : Aufstieg und Fall der Stadt Mahagonny. Réalisation : Brian Large
- 2002 : Deux. Réalisation : Werner Schroeter
- 2002 : Eva Blond ! Das Urteil spricht der Mörder. Réalisation : Jorgo Papavassiliou
- 2003 : Dirty Sky. Réalisation : Andy Bausch
- 2004 : Franz. Réalisation : Wolfgang B. Heine
- 2010 : Kill Me Please. Réalisation : Olias Barco
- 2010 : Ecstasy: The Longing and Loneliness of Laura Stearn. Réalisation : Christian Holzfuss
- 2011 : Warum, Madam, Warum. Réalisation : John Edward Heys
- 2013 : Tatort. Schwindelfrei. Réalisation : Justus von Dohnányi
- 2014 : Les Nuits d'été, Summer Nights. Réalisation : Mario Fanfani
- 2015 : Tatort. Kälter als der Tod. Réalisation : Florian Schwarz
- 2015 : B-Movie: Lust & Sound in West-Berlin 1979–1989. Réalisation : Jörg A. Hoppe, Klaus Maeck, Heiko Lange et Alexander von Sturmfeder
- 2015 : Tatort. Hinter dem Spiegel. Réalisation : Sebastian Marka
- 2016 : Tatort. Die Geschichte vom bösen Friederich. Réalisation : Hermine Huntgeburth
- 2016 : Welcome All Sexes-30 Jahre Teddy Awards. Réalisation : Rosa von Praunheim
- 2016–2018 : Lindenstraße (épisodes 1603, 1605, 1615 et 1665)
- 2016 : Tatort. Wendehammer (Impasse)
- 2017 : Tatort. Land in dieser Zeit (Le Pays en ce temps-là)
- 2017 : Tatort. Fürchte dich (Peur de toi)
- 2018 : Tatort. Unter Kriegern (Parmi les guerriers)
- 2018 : Tatort. Der Turm (La tour)
- 2019 : Tatort. Das Monster von Kassel (Le monstre de Kassel)
- 2020 : Tatort. Die Guten und die Bösen (Les bons et les méchants)
- 2020 : Tatort. Funkstille (Silence radio)

## Pièce radiophonique
- 2007 : Der Kongress der Supervisionäre. Réalisation : Christoph Kalkowski. Diffusion : RBB